# Wouter Wippert
Wouter Wippert (Wierden, 14 augustus 1990) is een Nederlands voormalig wielrenner.

## Carrière
Bij de junioren was Wippert een van de betere renners in het Nederlandse circuit. In 2009 maakte Wippert de overstap naar de beloften en ging rijden bij de Belgische Davo U23-ploeg, het opleidingsteam van het UCI ProTour team Silence-Lotto. Tussen 2009 en 2012 reed Wippert voor dit team. In deze vier jaar wist hij belangrijke beloftenwedstrijden te winnen, zoals etappes in de Ronde van Berlijn en de Ronde van de Toekomst, maar ook in de Ronde van Namen. In deze periode wist hij ook zijn eerste UCI-overwinningen te boeken. Hij won de zevende etappe van de Ronde van Slowakije in 2010, en in 2012 won hij de derde etappe in de Triptyque des Monts et Châteaux. Op het Europees kampioenschap in eigen land begin augustus 2012 presteerde hij sterk: hij won de sprint van het peloton, tien seconden nadat de Sloveen Jan Tratnik en de Let Andžs Flaksis al over de finish waren gekomen. 
Vanaf 1 augustus 2012 reed Wouter Wippert als stagiair bij Lotto Belisol, hij kon er echter geen contract afdwingen voor 2013. Zo trok hij naar het continentale Team 3M. Hij presteerde dat seizoen zeer regelmatig, zonder echte uitschieters. Voor 2014 versierde hij een contract bij het Australische Pro-continentale Drapac Professional Cycling. Na enkele overwinningen en dichte ereplaatsen ruilde hij Drapac in voor een contract bij WorldTour-ploeg Cannondale Pro Cycling Team.
In 2016 en 2017 werd Wippert tweede op het Nederlands kampioenschap wielrennen op de weg. Hij beëindigde zijn loopbaan eind 2020.

## Overwinningen
2010
7e etappe Ronde van Slowakije
2011
2e etappe Ronde van Berlijn
1e, 3e en 4e etappe Ronde van Namen
2e etappe Ronde van de Toekomst
2012
3e etappe Triptyque des Monts et Châteaux
2e etappe Ronde van Navarra
2013
1e etappe Ronde van Namen
2014
2e en 4e etappe New Zealand Cycle Classic
3e etappe Ronde van Taiwan
1e etappe Ronde van Japan
1e en 3e etappe Ronde van Kumano
Puntenklassement Ronde van Kumano
4e etappe Ronde van China II
9e etappe Ronde van Hainan
2015
6e etappe Tour Down Under
1e en 3e etappe Ronde van Taiwan
1e en 6e etappe Ronde van Korea
2016
1e etappe Ronde van Tsjechië (ploegentijdrit)
Puntenklassement Ronde van Tsjechië
2017
 Omloop van het Waasland
2e en 4e etappe Ronde van Alberta
Puntenklassement Ronde van Alberta
2018
Omloop Mandel-Leie-Schelde
2019
2e en 3e etappe Belgrado-Banjaluka
5e etappe Ronde van Hongarije

## Resultaten in voornaamste wedstrijden
| Jaar | Ronde van Italië | Ronde van Frankrijk | Ronde van Spanje |
| ---- | ---------------- | ------------------- | ---------------- |
| 2016 |                  |                     |                  |
| 2017 |                  |                     |                  |
| 2018 |                  |                     |                  |

| Jaar | Parijs-Roubaix | Gent-Wevelgem | Scheldeprijs |
| ---- | -------------- | ------------- | ------------ |
| 2016 | 87e            | opgave        | 8e           |
| 2017 | 42e            | opgave        | 17e          |
| 2018 |                | opgave        |              |

## Ploegen
- 2012 –  Lotto Belisol Team (stagiair vanaf 1-8)
- 2013 –  Team3M
- 2014 –  Drapac Professional Cycling
- 2015 –  Drapac Professional Cycling
- 2016 –  Cannondale-Drapac Pro Cycling Team[1]
- 2017 –  Cannondale Drapac Professional Cycling Team
- 2018 –  Roompot-Nederlandse Loterij
- 2019 –  EvoPro Racing

Bak · Bille · Bulgaç · Cordeel · De Clercq · De Greef · Debusschere · Dehaes · Dockx · Greipel · Hansen · Henderson · Kaisen · Meersman · Neyens · Reynés · Robert · Roelandts · Sieberg · Sohrabi · Van der Sande · Van De Walle · D. Vanendert · J. Vanendert · van Leijen · Vangenechten · Wellens · Van den Broeck · Willems · Sprengers (stagiair) · Wippert (stagiair) 
Bernatonis · De Gans · Goovaerts · Heytens · Janssens · Pieters · Ratcliff · Rigaux · Schuermans · Segers · Stevens · Terpstra · Vangheel · Vanhaecke · Verkinderen · Vingerling · Wippert · De Vos (stagiair) · Van Zummeren (stagiair)
Anderson · Cantwell · Clarke · Crawford · Goesinnen · Hucker · Johnson · Kerby · Lapthorne · Meyer · Norris · Palmer · Phelan · Rudolph · W.Sulzberger · B.Sulzberger · Wippert · Canty (stagiair)
Brown · Clarke · Girdlestone · Hucker · Jones · Kerby · Kohler · Koning · Lapthorne · Meyer · Norris · Peterson · Phelan · Roe · Rudolph · Spokes · Sulzberger · Wippert · Canty (stagiair) · Evans (stagiair)
van Baarle · Bauer · Bettiol · Bevin · Breschel · Brown · Cardoso · Clarke · Craddock · Dombrowski · Formolo · Gaimon · Howes · King · Koren · Langeveld · Marangoni · Moser · Mullen · Navardauskas · Rolland · Skjerping · Skujiņš · Slagter · Talansky · Urán · Villella · Wippert · Woods · Zepuntke · Dibben (stagiair)
van Baarle · Bettiol · Bevin · Brown · Canty · Carthy · S. Clarke · W. Clarke · Craddock · Dombrowski · Formolo · Howes · Koren · Langeveld · Mullen · Phinney · Rolland · Scully · Skujiņš · Slagter · Talansky · Urán · Van Asbroeck · Vanmarcke · Villella · Wippert · Woods · Monk (stagiair)
Ariesen · Asselman · Budding · van Empel · Gerts · van Ginneken · van Goethem · de Greef · van der Hoorn · Ligthart · van der Lijke · Meijers · Reinders · Riesebeek · van Schip · Vermeltfoort · Weening · Wippert